# 苕梁桥
苕梁桥是中国浙江省湖州市的一座历史建筑，位于吴兴区月河街道衣裳街历史文化街区。
2015年11月13日，苕梁桥公布为第八批湖州市文物保护单位。